# Округ Кадо (Луизијана)
Кадо (енгл. Caddo Parish) је округ у америчкој савезној држави Луизијана.

## Демографија
По попису из 2010. године број становника је 254.969, што је 2.808 (1,1%) становника више него 2000. године.
| Група             | 2000.           | 2010.           |
| Белци             | 131.527 (52,2%) | 121.969 (47,8%) |
| Афроамериканци    | 112.483 (44,6%) | 120.264 (47,2%) |
| Азијати           | 1.732 (0,7%)    | 2.683 (1,1%)    |
| Хиспаноамериканци | 3.750 (1,5%)    | 6.129 (2,4%)    |
| Укупно            | 252.161         | 254.969         |